# Eugène Leclercq
Eugène Leclercq, né le 8 mars 1832 à Beauvais et décédé le 29 février 1908 dans le 8e arrondissement de Paris, était un joueur de dames français.
Il est à l'origine de la revue spécialisée Le Jeu de Dames, éditée entre 1893 et 1910.
Il écrivit aussi un manuscrit avec des milliers de combinaisons.
C'est à lui que l'on doit, en 1894 et 1896, les appellations de « coup de la trappe » et de « coup de la bombe ».

## Palmarès
- Champion du monde de dames en 1895 (officieux, à Marseille);
- Champion de France de dames en 1895 (à Marseille);
- 2e du Concours international de dames en 1887 et 1891 (vainqueur Louis Barteling).

## Liens
- Biographie sur le site du Damier Lyonnais
- Championnat de France de dames;
- Championnat du monde de dames.